# Oldřichov (Tachov)
Oldřichov (německy Ullersreith) je vesnice, část města Tachov ve stejnojmenném okrese v Plzeňském kraji. Nachází se asi 2,5 kilometru východně od Tachova. Oldřichov leží v katastrálním území Oldřichov u Tachova o rozloze 5,54 km².

## Historie
První písemná zmínka o vesnici pochází z roku 1251.

## Obyvatelstvo
| Rok            | 1869 | 1880 | 1890 | 1900 | 1910 | 1921 | 1930 | 1950 | 1961 | 1970 | 1980 | 1991 | 2001 | 2011 | 2021 |
| -------------- | ---- | ---- | ---- | ---- | ---- | ---- | ---- | ---- | ---- | ---- | ---- | ---- | ---- | ---- | ---- |
| Počet obyvatel | 241  | 221  | 221  | 250  | 282  | 304  | 291  | 182  | 190  | 178  | 160  | 170  | 193  | 192  | 171  |
| Počet domů     | 33   | 33   | 42   | 39   | 48   | 48   | 55   | 47   | 43   | 42   | 42   | 50   | 54   | 58   | 57   |

## Obecní správa
Při sčítání lidu v letech 1850–1963 Oldřichov byl samostatnou obcí v okrese Stříbro. Od roku 1964 je částí města Tachov ve stejnojmenném okrese. V letech 1850–1920 k obci patřil Malý Rapotín.

## Galerie

Oldřichov
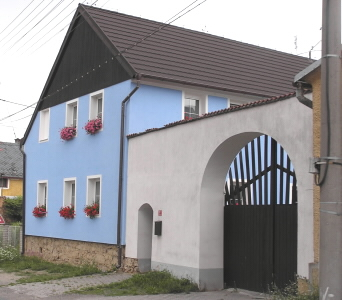
Stavení
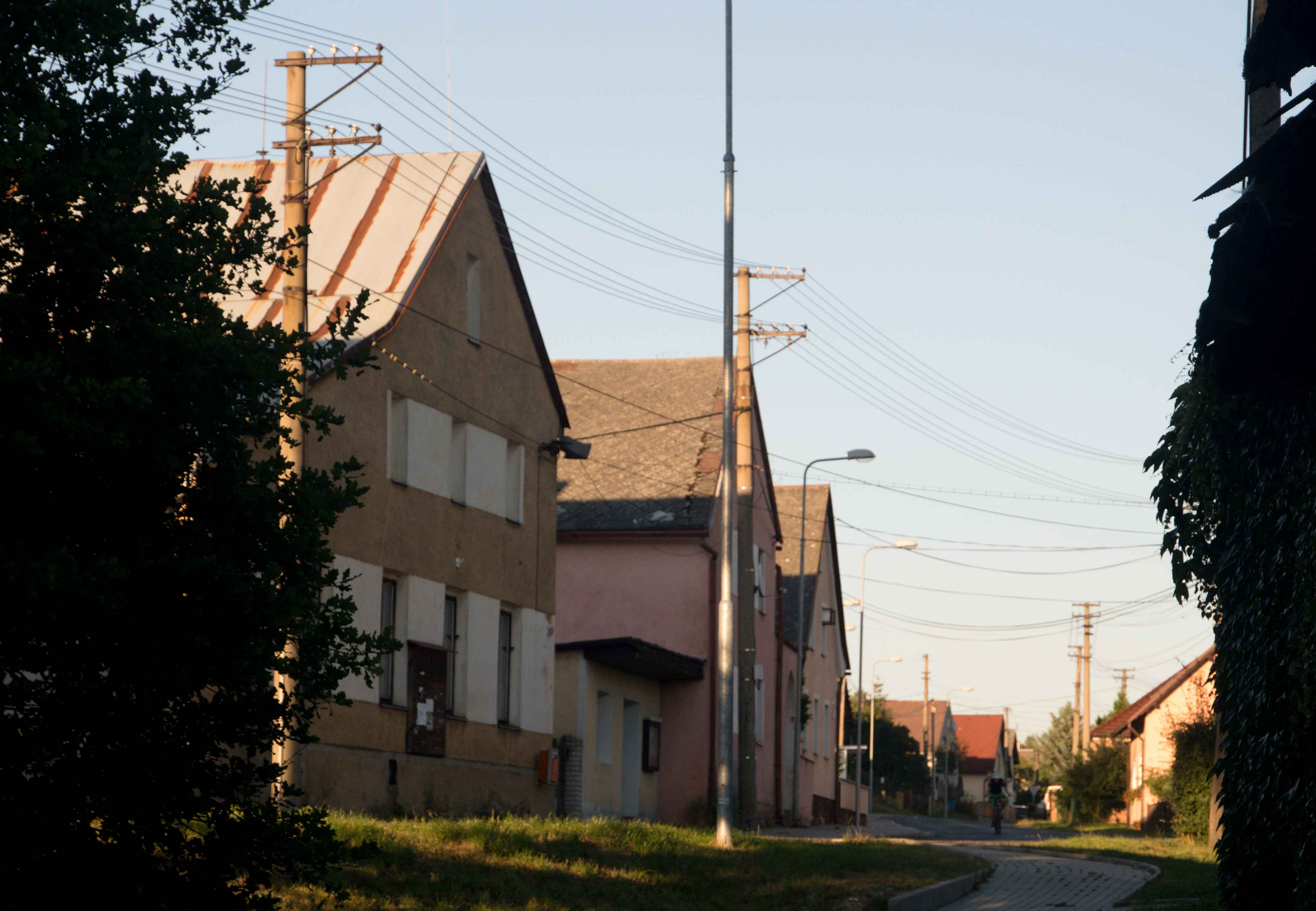
Ulice
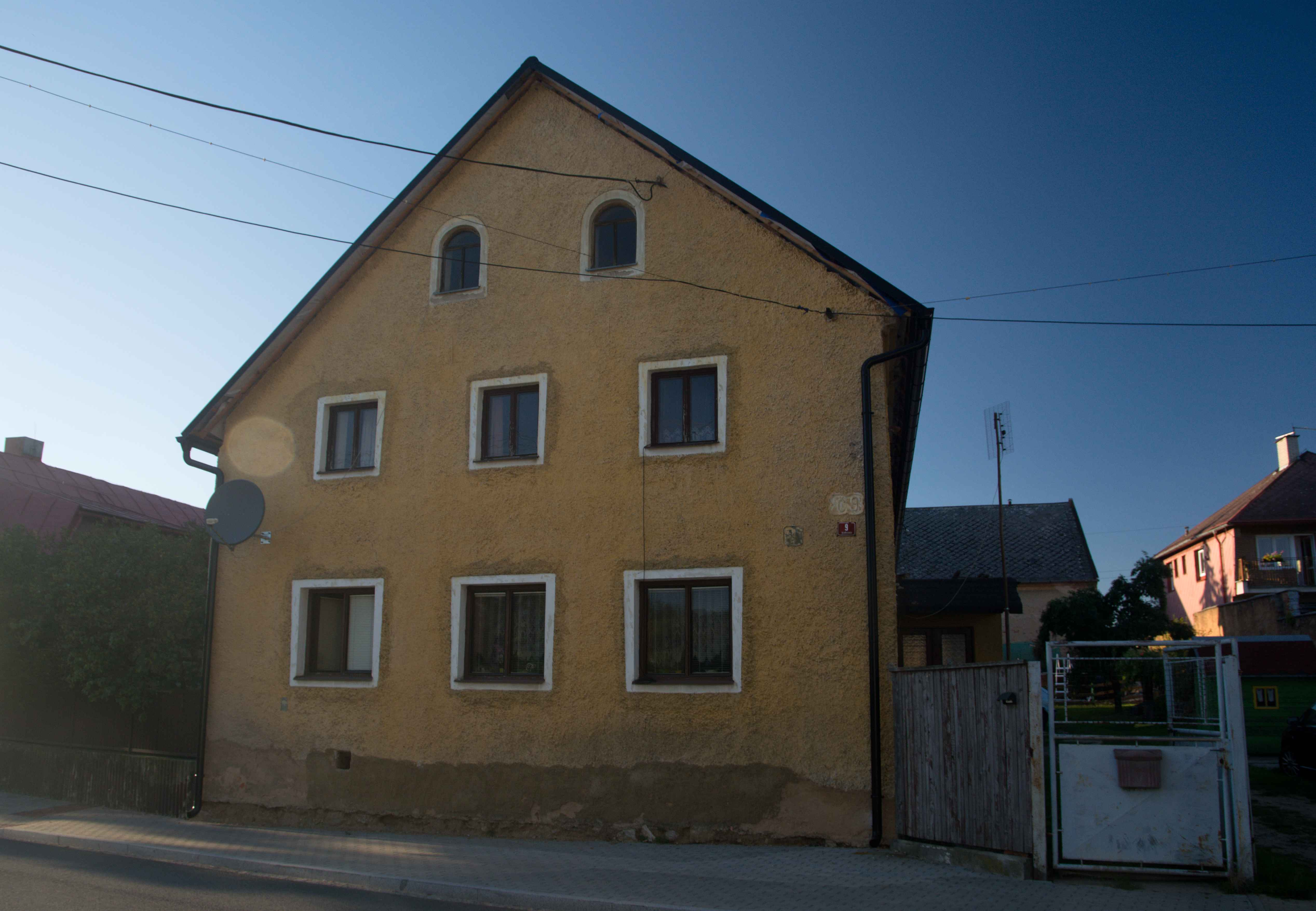
Stavení č.2
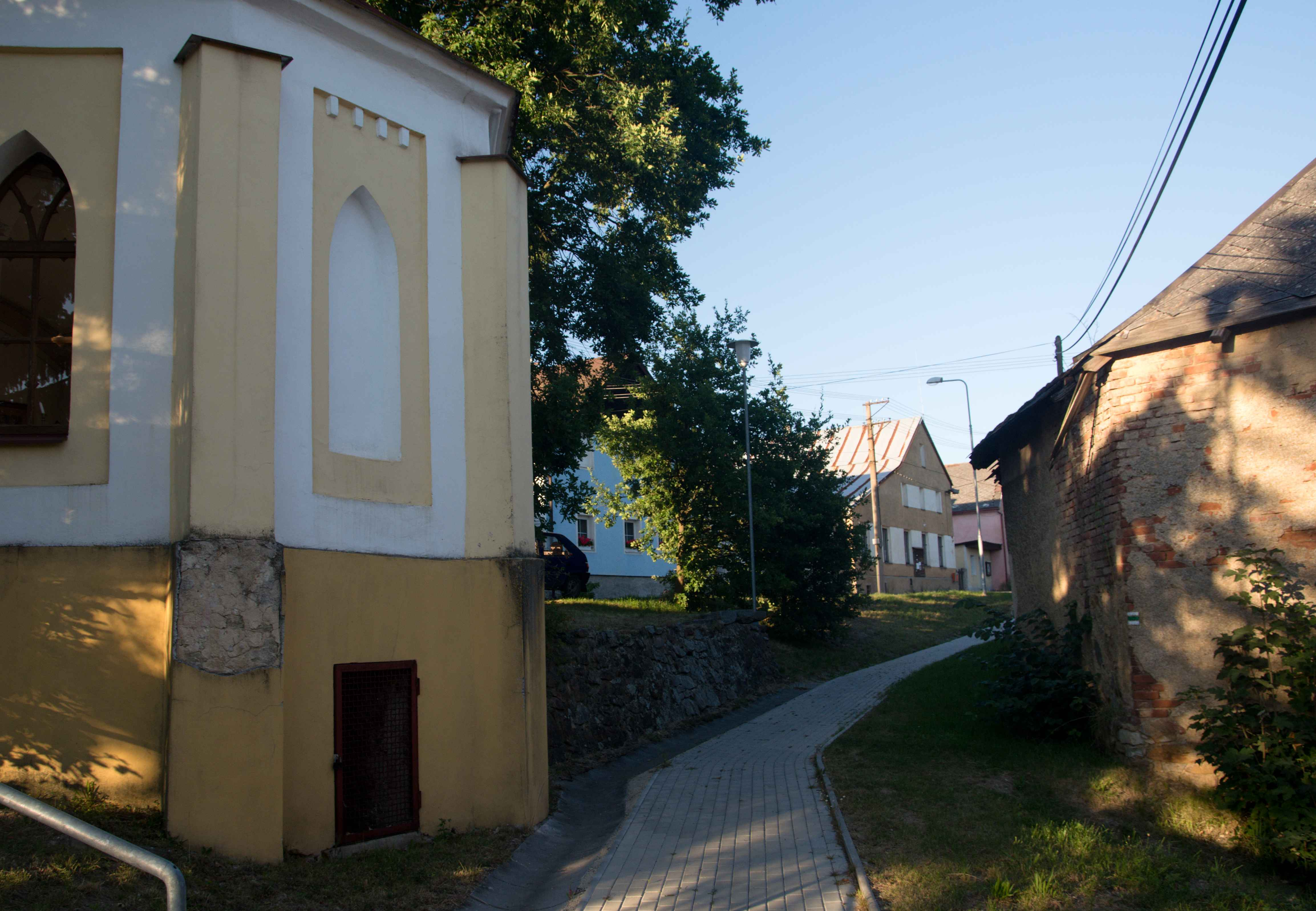
Ulice u kapličky